# Palais Lontovž
Das Palais Lontovž (abgeleitet vom deutschen Begriff Landhaus = Haus der Landstände) ist der Name eines Palais in der Altstadt von Ljubljana, das an der südwestlichen Seite des Neuen Platzes (Novi trg), Ecke Herrengasse (Gosposka ulica), in unmittelbarer Nähe der Slowenischen National- und Universitätsbibliothek steht. Das Gebäude ist heute Sitz der Slowenischen Akademie der Wissenschaften und Künste. 

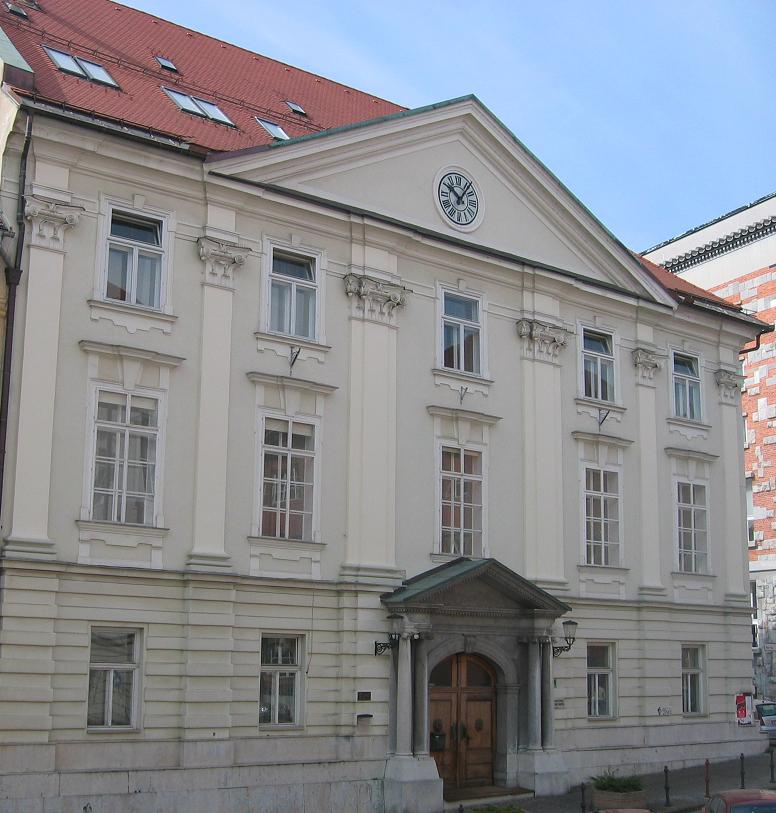
Palais Lontovž am Neuen Platz in Ljubljana

## Geschichte
Das Landhaus (Lontovž) wurde ursprünglich 1467 als Haus der Landstände der Krain am Neuen Markt erbaut. Das ursprüngliche Gebäude wurde beim Erdbeben von 1511 erheblich beschädigt und 1524 durch einen Brand endgültig zerstört. Das Landhaus wurde in den Jahren von 1585 bis 1588 neu gebaut und 1782 nach den Plänen von Josef Schemerl renoviert. Lorenz Prager gestaltete das klassizistische Portal mit Doppelsäulen. Zur Zeit des Absolutismus wurde das Gebäude zunächst als Adelsresidenz, im 17. und 18. Jahrhundert für Theater- und Musikaufführungen genutzt. Unter anderem wurde es von bis 1838 als Sitz der Laibacher Casino-Gesellschaft genutzt.
Infolge des Erdbebens von 1895 musste ein Teil des Anwesens an der Herrengasse abgerissen werden. Die Fassade zum Neuen Platz wurde hingegen in der Form des Klassizismus wieder aufgebaut. 1903 wurden die Räumlichkeiten von Lontovž zum Standort der Landwirtschaftsgesellschaft und später Sitz der 1938 gegründeten Akademie der Wissenschaften und Künste.
Das Gebäude wurde 1948 nach Plänen des Architekten Janko Omahn renoviert. Bei der Renovierung wurde im Hof eine Hallstätter Begräbnisstätte aus dem 11. oder 12. Jahrhundert  vor Christus gefunden. 